# پناهگاه (فیلم ۲۰۰۱)
«پناهگاه» (انگلیسی: The Bunker (2001 film)) فیلمی در ژانر ترسناک به کارگردانی راب گرین است که در سال ۲۰۰۱ منتشر شد. از بازیگران آن می‌توان به جیسون فلمینگ، اندرو تیرنان، کریستوفر فیربانک، ادی مارسن، و جک دونپورت اشاره کرد.